# Loïc Larrieu
Loïc Larrieu   (Seta, 17 de gener de 1991) és un pilot de motocròs i enduro occità que va guanyar el Campionat del Món d'enduro en categoria E2 el 2019. Al llarg de la seva carrera ha obtingut també dues victòries per equips als Sis Dies Internacionals (una al Junior Trophy i l'altra al World Trophy) i una d'individual, vuit campionats de França d'enduro i un de motocròs.
Larrieu va pilotar la seva primera motocicleta a 8 anys i va debutar en competicions de motocròs el 2001, enquadrat dins el Moto Club de Saint-Thibery, al circuit local i entrenat per Sébastien Bonal. El 2006, a 15 anys, va guanyar el títol estatal en categoria Cadet 85cc. El 2008 fou subcampió d'Europa en categoria EMX2 i el 2009 acabà tretzè al mundial en categoria MX2. El 2012 acabà tercer al Campionat de França dins la mateixa categoria. El 2013 va canviar a la disciplina de l'enduro, modalitat on segueix competint actualment i on ha assolit els seus principals èxits. Actualment forma part de l'equip oficial de Fantic Motor.

## Palmarès
Font:

### Motocròs
- 2006: Campió de França Cadet 85cc
- 2008: Subcampió d'Europa EMX2

### Enduro
- 2013 
  - Campió de França Junior
  - Victòria al Junior Trophy dels ISDE
- 2015
  - Campió de França Élite 2
- 2016
  - Campió de França Élite 2[7]
- 2017
  - Campió de França Élite 2
  - Victòria al World Trophy dels ISDE i individual a la classe E2[8]
- 2018
  - Campió de França Élite 2
  - Guanyador del Trèfle lozérien.[9][10]
- 2019
  - Campió de França Élite 2
  - Campió del Món E2[11]
- 2020
  - Campió de França Élite 2[12]
- 2022
  - Campió de França Élite 1